# Planes franceses de invasión de Gran Bretaña (1759)
Durante la guerra de los Siete Años se planeó una invasión francesa de Gran Bretaña en 1759, pero debido a diversos factores, incluidas las derrotas navales en la Batalla de Lagos y la Batalla de la Bahía de Quiberon, nunca se lanzó. Los franceses planearon desembarcar 100 000 soldados para poner fin a la participación británica en la guerra. La invasión fue uno de varios intentos abandonados durante el siglo XVIII para invadir Gran Bretaña. [1] : 406

## Antecedentes
Los combates estallaron entre Francia y Gran Bretaña en 1754, pero la guerra solo se declaró formalmente en 1756 cuando Francia entró en guerra con un aliado británico, Prusia. Desde 1757, el gobierno británico estuvo mandado por William Pitt, quien orquestó una serie de expediciones militares británicas para atacar colonias francesas como Senegal, Martinica y Nueva Francia. Pitt vio la guerra en Europa principalmente como una acción de contención que permitió a Gran Bretaña obtener ganancias en Francia y en todo el mundo. La estrategia francesa fue todo lo contrario. Los franceses concentraron la mayor parte de sus esfuerzos en la Europa continental y descuidado la esfera colonial. A fines de 1758 habían hecho numerosos avances contra los prusianos, que creían que el apoyo de los británicos solo los impediría colapsar.

## Concepción del ataque

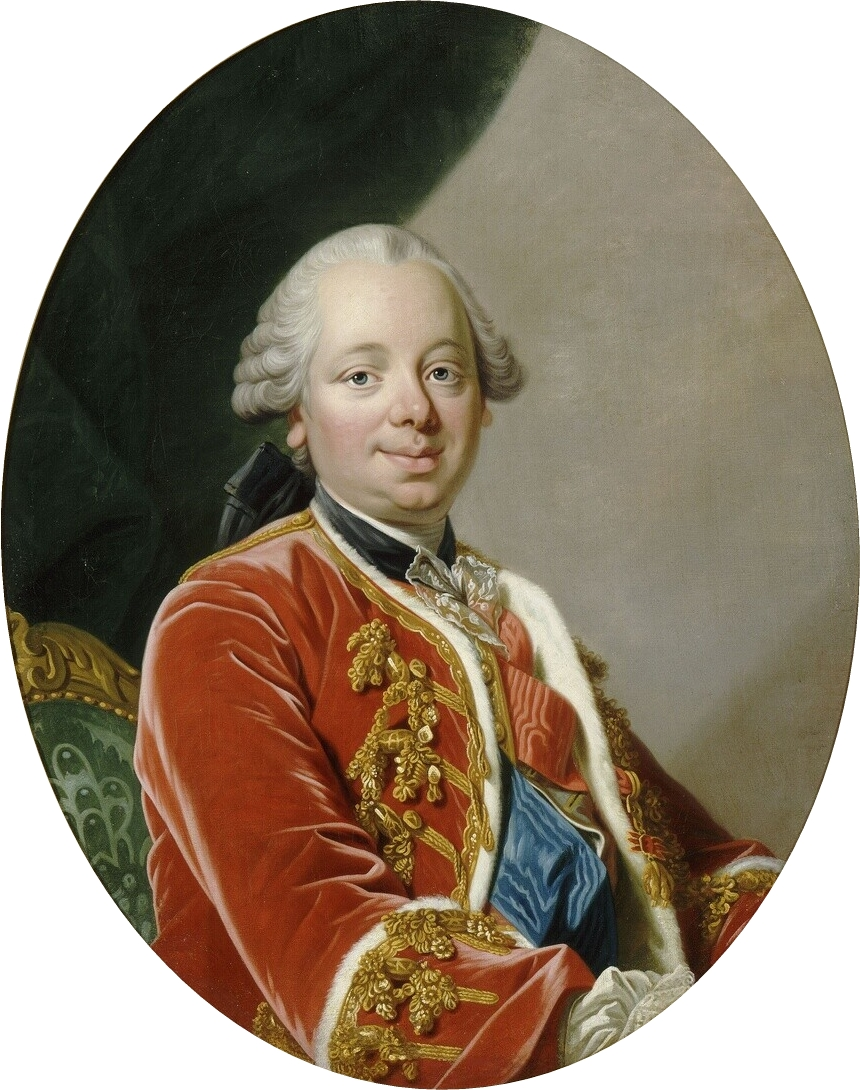
Étienne François, duque de Choiseul

La invasión fue planeada por el duque de Choiseul, que fue nombrado ministro de Asuntos Exteriores francés en diciembre de 1758 y desempeñó el puesto de primer ministro durante el período de la invasión francesa. Quería lanzar una iniciativa audaz que golpearía a Gran Bretaña fuera de la guerra de un solo golpe. El orgullo francés había sido picado el año anterior por la facilidad con que los británicos habían capturado Louisbourg citación necesitada y lanzó incursiones anfibias en la costa francesa durante 1758, como la que se realizó contra Cherbourg. Los subsidios financieros británicos y la ayuda militar a su única aliada, Prusia, mantuvieron a flote a ese país desde 1756. El informe de Choiseul como ministro de Asuntos Exteriores iba a cambiar esta situación.
Choiseul estaba interesado en el concepto de una invasión francesa de Gran Bretaña. Percibió que la fuerza de Gran Bretaña era su poder naval. Vio que si una gran fuerza francesa lograba cruzar el Canal sin ser interceptada, podía triunfar sobre las fuerzas terrestres británicas relativamente débiles. Choiseul inicialmente ignoró que cualquier invasión tendría que involucrar buques de guerra franceses. Creía que tratar de sacar buques de guerra del puerto bloqueado de Brest causaría retrasos innecesarios y podría ser desastroso. Una fuerza mixta como él la vio sufriría el mismo destino que la Armada española. Un intento anterior de Francia en 1744 tuvo que ser abandonado.
Su concepción era relativamente simple: una flota masiva de embarcaciones de transporte de fondo plano llevaría un ejército de 100 000 soldados a través del Canal de la Mancha donde desembarcarían en la costa del sur de Inglaterra. Un componente esencial del plan era la velocidad. Los franceses esperarían un viento favorable para cruzar el Canal rápidamente. Creyeron que, una vez desembarcados, vencerían fácilmente al pequeño ejército que Gran Bretaña retuvo en su tierra y así poder terminar la guerra. Choiseul logró superar la oposición en el gabinete francés y la invasión fue aprobada como la piedra angular de la estrategia francesa para 1759 junto con un intento de capturar Hannover.

## Participación jacobita

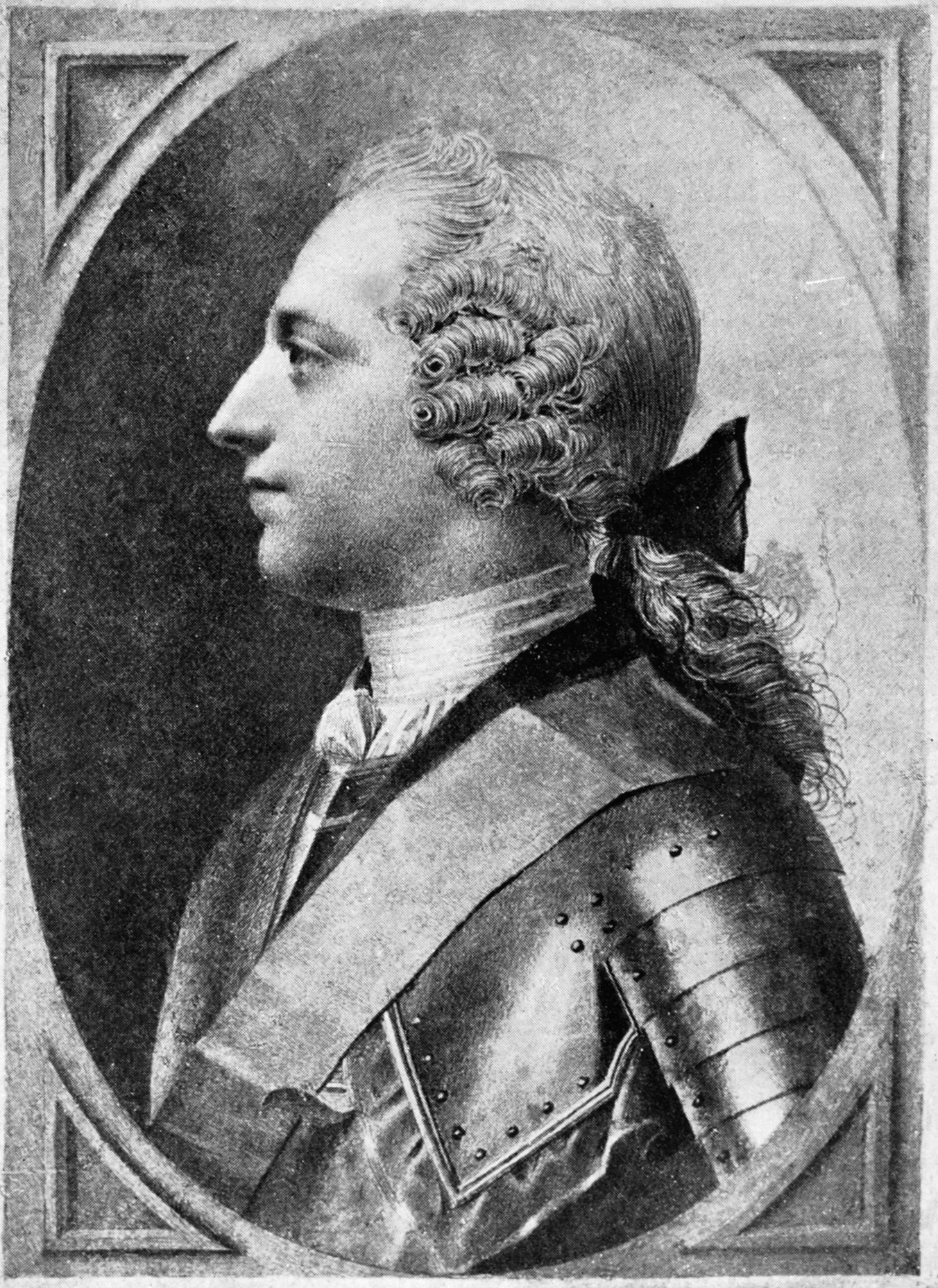
Prince Charles Edward Stuart, after a portrait by Giles Hussey

Como parte del plan, los franceses consideraron tratar de iniciar una rebelión jacobita, como lo hicieron en 1745, mediante el envío del heredero del movimiento jacobita Charles Edward Stuart con o por delante de las fuerzas invasoras. Se organizó una reunión secreta con Charles Stuart en París en febrero de 1759, pero fue mal. Charles llegó tarde y borracho y se mostró hosco y poco cooperativo. Convencido de que los jacobitas tenían poca ayuda material, Choiseul los excluyó del plan.[2] : 82-4 A partir de entonces, cualquier desembarco francés tendría que ser realizado completamente por las tropas francesas. Sin embargo, consideró enviar a Bonnie Prince Charles a Irlanda, donde podría ser declarado Rey de Irlanda y liderar una rebelión. Finalmente, los franceses decidieron tratar de reclutar partidarios jacobitas sin involucrar a Charles directamente en la operación, ya que se consideraba una posible responsabilidad.
Francia también buscó el apoyo de Dinamarca y Rusia para proporcionar tropas y almacenes navales para la expedició pero ambos se negaron a participar. Suecia inicialmente aceptó participar en el plan y envió una fuerza de invasión a Escocia pero luego se retiró de este acuerdo. La República holandesa, tradicionalmente un aliado británico pero neutral en ese momento, estaba profundamente alarmado por las acciones francesas y exigió garantías de que los franceses no planeaban colocar al pretendiente Stuart en el trono británico, una acción que creían que pondría en peligro su propia seguridad. El embajador francés les aseguró que no.[2] : 240-1

## Respuestas británicas

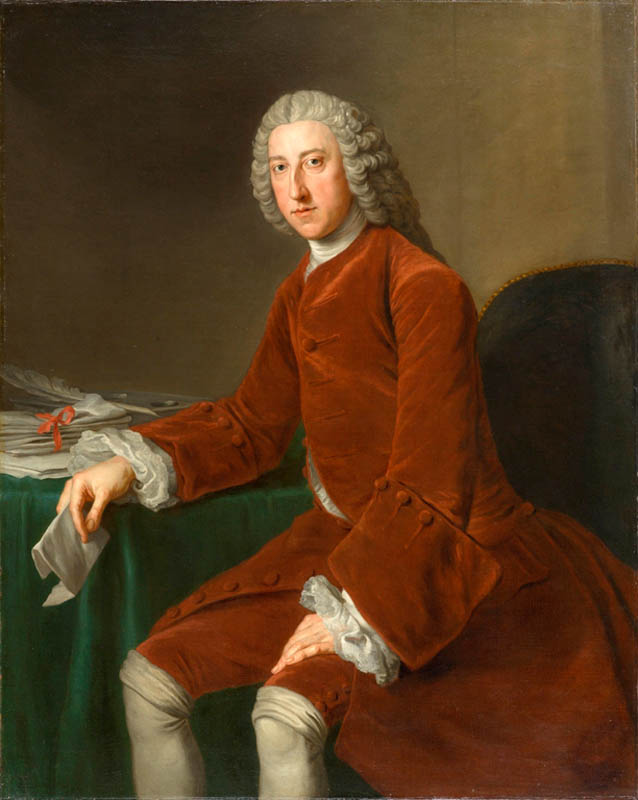
William Pitt fue el líder de guerra británico y movilizó las defensas de Gran Bretaña contra la amenaza de invasión.

Los británicos eran conscientes de estos desarrollos a través de una red bien establecida de agentes secretos. El 19 de febrero, el gabinete de guerra británico se reunió en la casa de Lord Anson para discutir la posible invasión. Tanto William Pitt como el primer ministro, el duque de Newcastle, fueron extremadamente optimistas sobre las perspectivas de la campaña. Se hicieron algunas propuestas, como estacionar tropas en la Isla de Wight, pero el consenso general fue que la estrategia existente ya era suficiente para enfrentar la amenaza de invasión. [2] : 232-4 No se hicieron planes para la retirada de las tropas británicas en Alemania o para solicitar que el las tropas hannoverianas no serán enviadas para defender Gran Bretaña.
Pitt estaba comprometido a despachar expediciones a las colonias francesas de todo el mundo, una política que había resultado exitosa. Sin embargo, había privado a Gran Bretaña de las tropas necesarias para defenderse de una invasión europea. En respuesta a esto, el gobierno impulsó una «Ley de milicia» por la que se creó una gran milicia para defender a Gran Bretaña. Las capacidades de combate de esta fuerza no se habían probado, aunque proporcionaban a los británicos una fuerza sobre el papel mucho mayor que sus tropas regulares solas. El general Ligonier calculó que solo tendría 10 000 soldados regulares disponibles para resistir cualquier desembarco francés. [2] : 233
Se mantuvo un estrecho bloqueo en los principales puertos franceses a lo largo de 1759, todo ello bajo el mando del almirante Edward Hawke. Resultó paralizante, ya que negaba a Francia valiosas provisiones para el envío colonial, y la facilidad con la que los bloqueadores mantuvieron a raya a la flota francesa lo que hizo añicos la moral francesa. [2] : 236-7 Las mejoras en los arreglos de suministro permitieron a los británicos mantener un bloqueo continuo, algo que no habían logrado antes. Los británicos compartían la creencia convencional de que cualquier invasión debería involucrar a la flota de Brest pero vigilaban de cerca todos los posibles puntos de partida.

## Preparativos franceses

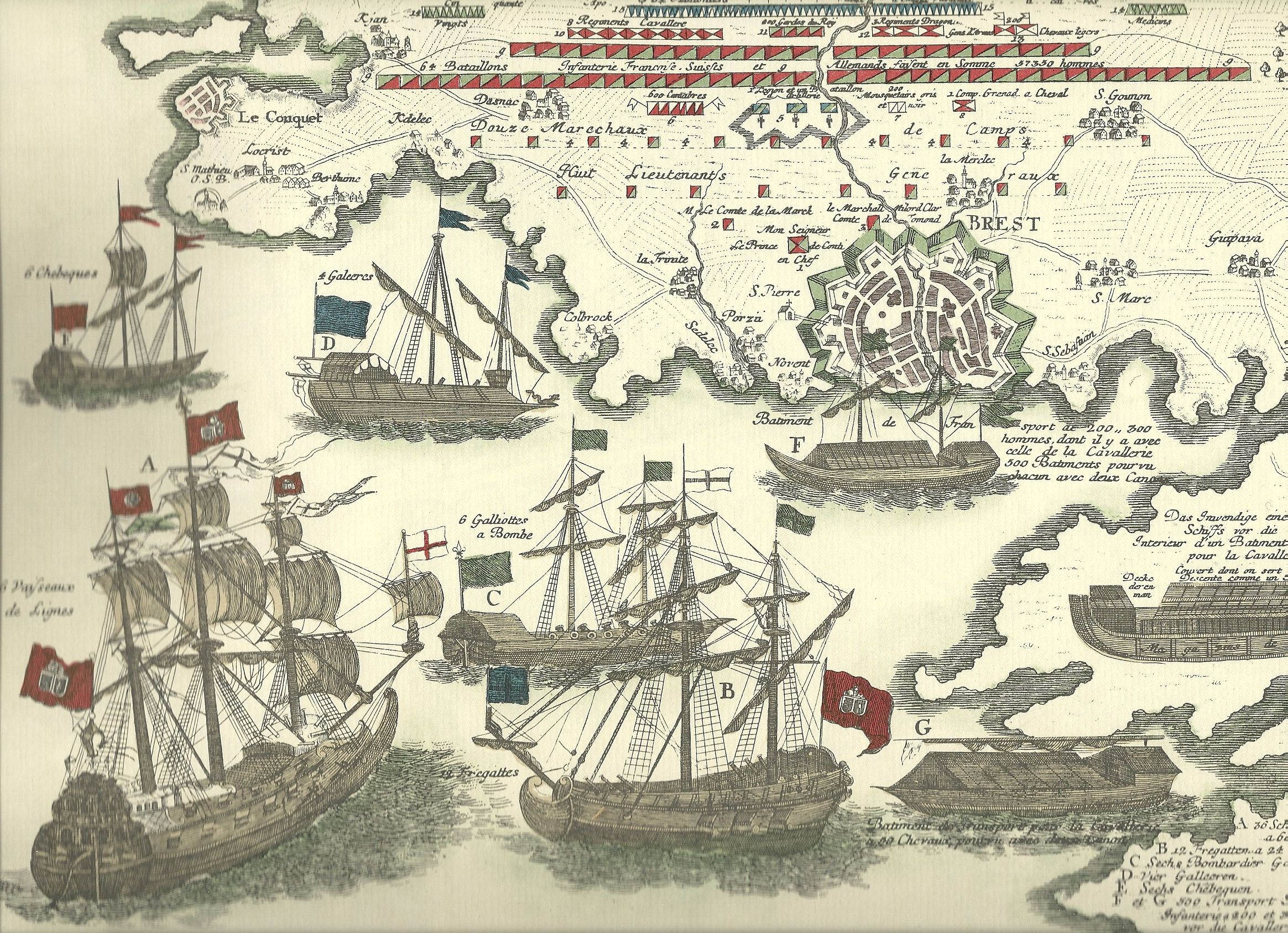
Flota francesa con tropas francesas e imperiales alemanas en Brest, 1759

Durante 1759 los franceses continuaron con sus preparativos. Cientos de embarcaciones de transporte de fondo plano se construyeron en Le Havre, Brest, Saint Malo, Nantes, Morlaix y Lorient. Se estima que se gastaron 30 millones de libras en la construcción de los barcos. También se construyeron varias escoltas pequeñas pero bien armadas. [2] : 231-2 A mediados del verano, estaban a punto de finalizar más de 325 transportes. [2] 239 También estaban listos 48 000 soldados para tomar parte en la invasión. Se llevaron a cabo simulacros que encontraron que las tropas francesas podían embarcar y desembarcar de los barcos en solo siete minutos.[2] : 239-40
A lo largo del año se modificaron varios puntos del plan, pero en esencia se mantuvo igual. A pesar de la oposición dentro del gabinete francés —particularmente el ministro de guerra Belle-Isle—, Choisel insistió en lanzarse al cruce sin el apoyo de la flota. Los franceses decidieron lanzar la fuerza de invasión completamente desde Le Havre, un gran puerto a cierta distancia de la flota británica que bloqueaba Brest. Una fuerza de distracción más pequeña partió de Dunkerque.

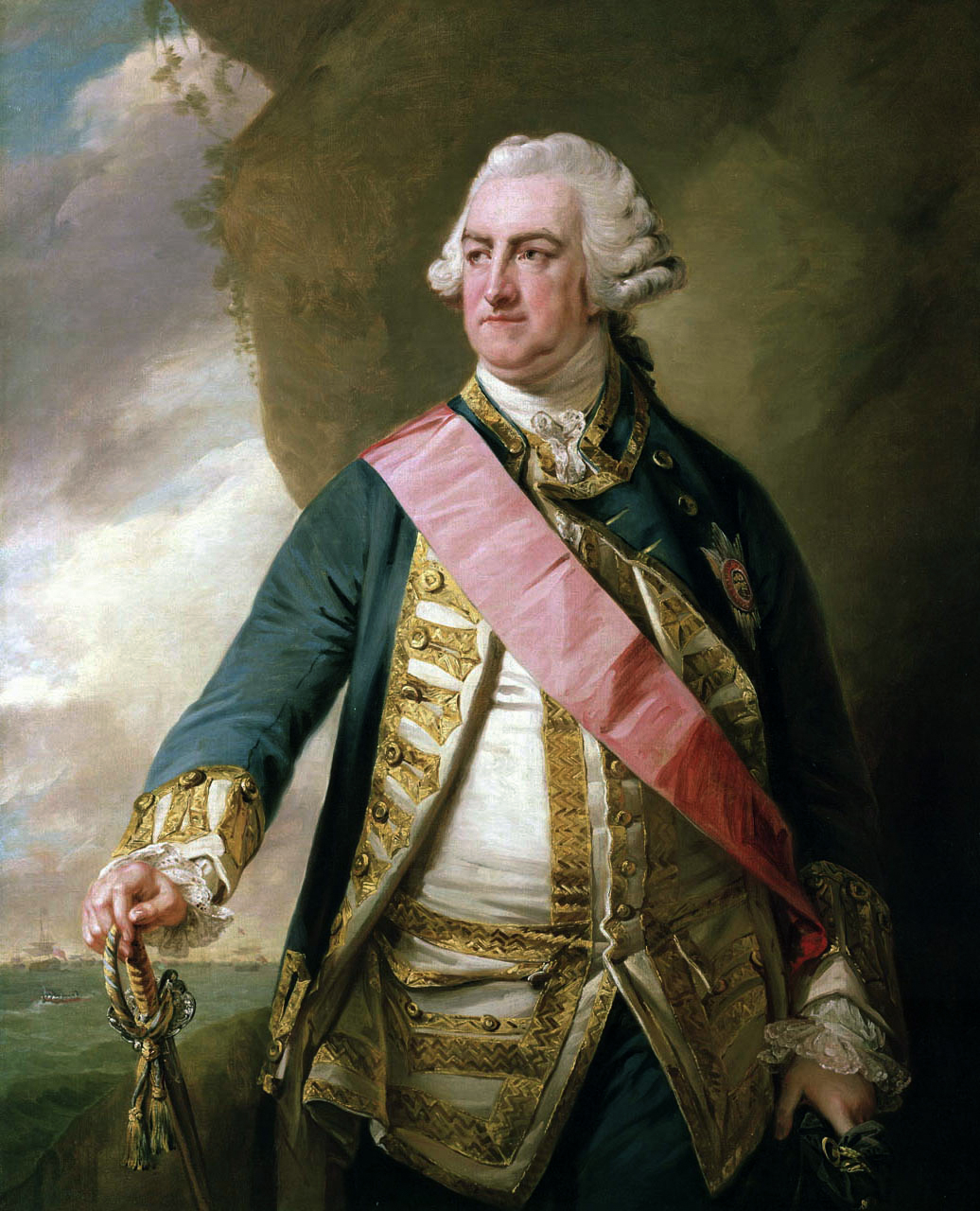
Las naves de sir Edward Hawke mantuvieron un bloqueo constante de la costa francesa durante todo el año 1759

En junio, los estrategas franceses acordaron enviar una fuerza separada y más pequeña a Escocia para tratar de obtener el apoyo de los jacobitas y aplastar la resistencia británica en un movimiento de pinza. El Duque de Aiguillon fue seleccionado para tomar el mando de esta fuerza. Una vez que desembarcaron, aproximadamente 20 000 escoceses jacobitas, en su mayoría familias de las Tierras Altas de Escocia, se levantaron y se unieron a él. El mando de la invasión más grande del sur fue dado al Príncipe de Soubise. Los planes exigían que la fuerza de Soubise esperara a que soplaran los buenos vientos, y luego cruzar el Canal rápidamente desde el desembarcadero de Le Havre en Portsmouth.
Una incursión británica sorpresa en Le Havre a principios de julio causó daños considerables ya que destruyó varios de los transportes de tropas. [2] : 238 Sin embargo, el éxito de la empresa produjo en los comandantes británicos una falsa sensación de seguridad, haciéndoles creer que había sido un revés mayor de lo que lo había hecho en realidad. [2] : 244 Los franceses intentaron capitalizar esto pero redujeron sus planes iniciales. Un Consejo de guerra en París decidió lanzar la expedición a Escocia primero y, si tenía éxito, enviar fuerzas a continuación a Portsmouth y Maldon, Essex... Los detalles se dejaron vagos para permitirles responder a circunstancias cambiantes. Los retrasos en el montaje de la fuerza de invasión pospusieron la fecha del lanzamiento, y el mar se hizo más áspero y más peligroso de cruzar. Algunos líderes franceses eran cautelosos de llevar la flota al mar en condiciones potencialmente peligrosas, pero la necesidad de una gran victoria para restablecer la moral francesa y ganar una paz honorable anuló sus preocupaciones. [2] : 354-66 En octubre, D'Aiguillon llegó a su centro de mando en Vannes, cerca de donde se había reunido gran parte de su ejército. Durante cinco días después del 15 de octubre, los escuadrones de bloqueo británicos se vieron obligados a retirarse de la costa francesa por una tormenta, dejando libres a las fuerzas francesas de invasión para navegar. Conflans se negó a abandonar el puerto ya que creía que su flota no estaba lista, y el 20 de octubre los británicos volvieron a bloquear los puertos atlánticos franceses. [2] : 362-4

## Derrotas navales francesas

### Batalla de Lagos
En el verano de 1759, la flota francesa de Toulon bajo el mando del almirante La Clue se deslizó a través del bloqueo y navegó a lo largo del Estrecho de Gibraltar. Fueron atrapados y derrotados por una flota británica en la Batalla de Lagos en agosto. Su destino previsto habían sido las Indias Occidentales, pero la pérdida de barcos y hombres hizo que la flota francesa casi llegara al punto de ruptura, y planteó interrogantes sobre la viabilidad de la invasión.

### Batalla de la bahía de Quiberon
El plan de invasión recibió un golpe devastador en noviembre de 1759, cuando el escuadrón francés Brest fue derrotado en la Batalla de la Bahía de Quiberon. Conflans había zarpado de Brest el 15 de noviembre y se dirigía cien millas por la costa hasta la bahía de Quiberon, donde el ejército de invasión estaba esperando abordar sus transportes. La flota de Conflans quedó atrapada en una tormenta que los ralentizó y permitió a los perseguidos británicos bajo Sir Edward Hawke la oportunidad de alcanzarlos.
Reunidos en la desembocadura de la bahía de Quiberon el 21 de noviembre, las dos flotas se acercaron una a la otra. Conflans inicialmente formó una línea de batalla y se preparó para participar, pero luego cambió de opinión y sus barcos corrieron a refugiarse en la bahía. Hawke persiguió, tomando un alto riesgo en medio de una violenta tormenta, y capturó o condujo a tierra cinco barcos franceses. El resto logró encontrar refugio en la bahía. Ahora estaban bloqueados por la flota británica, y la mayoría fueron abandonados y les quitaron sus armas. Solamente tres barcos volvieron a navegar, un devastador revés para la flota del Canal de Francia. La aplastante derrota en Quiberon Bay puso fin a cualquier esperanza real de una gran invasión de las islas británicas. [3]

## Desembarco en Irlanda
Un corsario, Francois Thurot, navegó desde Dunkerque con cinco barcos para proporcionar apoyo diversionario a la invasión. En 1760 desembarcó en la costa norte de Irlanda y estableció una base en Carrickfergus. Si él no hubiera chocado repetidamente con el comandante de la expedición terrestre, la fuerza podría haber capturado Belfast mal defendido. Habiendo navegado hacia su casa, la Royal Navy mató a Thurot y destruyó su escuadrón en el canal irlandés. [4] En este punto, los franceses habían abandonado la invasión. Sin embargo, muchos franceses tomaron el corazón de la expedición de Thurot, ya que demostraba que las fuerzas francesas podían aterrizar en las islas británicas. Madame de Pompadoursugirió que Francia habría ganado en Quiberon, si Thurot hubiera estado al mando en lugar de Conflans. [2] : 387

## Abandono
Con la flota de Brest destruida en la bahía de Quiberon, ahora no podían escoltar a las tropas francesas a través del Canal. Algunos comenzaron a presionar a Choiseul para que volviera al plan original de un cruce sin escolta, lo que sugiere que la invasión se pospondrá hasta principios de 1760.
1759 fue un año desastroso para el esfuerzo bélico francés. Sufrieron graves derrotas en Canadá, las Antillas, Europa e India. Choiseul fue particularmente decepcionado por el pobre desempeño de la armada francesa. [5] Cuando llegó la noticia de estos desastres, se hizo evidente el alcance de las fuerzas de Francia. Al darse cuenta de que necesitaban las fuerzas francesas destinadas a la invasión en otro lugar, particularmente en Alemania para luchar contra Hannover, Choiseul suspendió la invasión a regañadientes.
Se mantuvo esperanzado de que todavía podría ser posible en una fecha futura, pero la situación de guerra siguió deteriorándose para Francia durante los próximos años, especialmente cuando España entró en la guerra como aliada francesa en 1761. Choiseul comenzó en 1762 a planear una nueva invasión, pero esto también fue abandonado cuando se firmó un armisticio. [6] : 182-3

## Consecuencias
Los franceses abandonaron por completo el plan en 1763, cuando la Paz de París ordenó el cese general de las hostilidades. Choiseul continuó defendiendo un ataque directo contra Gran Bretaña como la forma de ganar guerras futuras, y despachó ingenieros y agentes para examinar las defensas británicas en preparación. [6] : 183-5 Durante la Crisis de las Malvinas de 1770 propuso una acción similar, pero fue descartado por el rey francés, Luis XV. Se planearon nuevas invasiones francesas en 1779 durante la guerra de Independencia de los Estados Unidos, y por Napoleón en 1803-04, pero ninguna se concretó por las mismas razones por las que se abandonó la campaña de Choiseul en 1759.